# Колба Бунзена
Колба Бунзена, также колба с тубусом, вакуумная колба, в некоторых странах также колба Бюхнера или колба Китасато — плоскодонная коническая колба из толстостенного стекла с тубусом (отводом). Колбы Бунзена применяются в основном для вакуумного фильтрования. Создатель — немецкий химик-экспериментатор Роберт Вильгельм Бунзен (1811—1899).
Колба Бунзена имеет разные варианты исполнения:
- Стандартная колба Бунзена — коническая толстостенная колба с боковым отводом.
- Колба Бунзена с нижним тубусом, в которой дополнительный тубус применяется для слива фильтрата с отключением источника вакуума.
- Колба Бунзена с трехходовым краном, в которой слив фильтрата может производиться без отключения источника вакуума.

Изготавливаются колбы Бунзена обычно из стекла толщиной от 3 мм до 8 мм. В Российской Федерации колбы Бунзена стандартизованы как «колбы с тубусом» по ГОСТ 25336 (для их изготовления обычно используется термостойкое стекло марки ТС по ГОСТ 21400 или Симакс ЧСН ИСО 3585). Верхняя конусная часть, предназначенная для установки фильтровальной воронки, может быть гладкой или шлифованной для взаимозаменяемого конуса по ГОСТ 8682. Колбы могут быть изготовлены также из металла или пластмассы.
Используется колба Бунзена в основном для вакуумного фильтрования, в котором эта колба служит сборником фильтрата. Колба Бунзена может быть использована и для других целей, например, для получения газов при химических реакциях, а также как предохранительный сосуд при вакуумных процессах. Перед использованием колбу рекомендуется поместить в специальный кожух для вакуумного фильтрования, который в случае взрыва задержит осколки колбы.